# Virus Junín
El virus Junín es una especie de arenavirus causante de la fiebre hemorrágica argentina o «fiebre hemorrágica de Junín». Lleva su nombre debido a que en 1958 aparecieron numerosos casos en la zona de la localidad de O'Higgins, cercana de la ciudad de Junín. Actualmente, desde el 29 de febrero de 2008, no se diagnosticaron más casos y quedó descartada la presencia del virus en la ciudad.
Su vector es el ratón maicero (Calomys musculinus).

## Morfología y estructura genómica
El virión del virus Junín tiene una estructura viral con un diámetro variable de entre 50 y 300nm. La superficie de la partícula viral posee una capa de extensiones en forma de T de glicoproteína, aumentando o extendiendo en 10 nm la envoltura, que es muy importante como mecanismo de entrada a las células hospedantes.
El genoma del virus Junín comprende dos estructuras simples de moléculas de ARN, cada una codificando a dos diferentes genes en una orientación ambisentido. Los dos segmentos son denominados 'corta (S)' y 'larga (L)' debido a sus respectivas longitudes. El segmento corto (alrededor de 3400 nucleótidos de longitud) codifica la proteína nucleocapsida; y al precursor glicoprotéico (GPC). El GPC seguidamente se adhiere para formar dos glicoproteínas virales: las GP1 y GP2, que al final formarán la glicoproteína en forma de T que se extenderá de la envoltura viral. El segmento largo (alrededor de 7200 nucleótidos de longitud) codifica la polimerasa viral y una proteína ligada al zinc.

## Epidemiología y enfermedad
El virus Junín pertenece al género de los arenavirus y causa la fiebre hemorrágica argentina (FHA). La FHA lidera las mayores alteraciones de los sistemas vascular, neurológico e inmunitario y tiene una tasa de mortalidad de entre el 20 y el 30 %.
Los síntomas de la enfermedad viral son conjuntivitis, púrpura, petequia, sepsis. Los síntomas de esta fiebre hemorrágica viral son confusos y durante la primera semana son parecidos a los de una simple gripe, constituyendo un falso diagnóstico en las horas capitales que servirían para salvar al enfermo, con plasma sanguíneo de convalecientes.
Desde la identificación del virus Junín en 1958, la distribución geográfica del patógeno siempre estuvo confinada a la región central de Argentina. Al tiempo de su descubrimiento e identificación en la década de 1950, el virus Junín (y su vector el ratón maicero (Calomys musculinus, infectado crónicamente) estaba confinado a 15 000 km². A comienzos de la década del 2000, la distribución era de 150 000 km². El huésped natural del virus Junín es el roedor conocido como laucha o ratón maicero, Calomys musculinus y el ratón de los pastizales Akodon azarae.
El contagio a humanos se produce por los fluidos corporales del vector en el ambiente donde se mueve el humano: excrementos, orina, sangre, saliva, etc. (de un Calomys infectado). Ocurre vía ingestión de cualquier objeto contaminado (alimento, agua, briznas de pasto) o vía inhalación de partículas con orina, sangre, etc; o vía directa dérmica por escarificaciones de la piel con fluidos del roedor.
En 1991 fue introducida y licenciada para su producción en Argentina la vacuna «Candid #1», desarrollada con apoyo de la US Army Medical Research Institute for Infectious Disease (USAMRIID), actualmente se produce en el Instituto Nacional de Enfermedades Virales Humanas «Julio Maiztegui» (INEVH) de Pergamino, dependiente del Instituto Malbrán.
En el año 2011 se anunció que una universidad estadounidense se encontraba trabajando en una nueva vacuna. Se informó que era por temor a una amenaza terrorista.